# Chileense taling
De Chileense taling (Anas flavirostris) (ook wel geelsnaveltaling) is een vogel uit de familie Anatidae. De wetenschappelijke naam van de soort is voor het eerst geldig gepubliceerd in 1816 door Vieillot.

## Voorkomen
De soort komt  voor in het westen en zuiden van Zuid-Amerika en telt twee ondersoorten:
- A. f. oxyptera: van noordelijk Peru tot noordelijk Chili en noordelijk Argentinië.
- A. f. flavirostris: Zuidkegel, Falklandeilanden en Zuid-Georgia.

## Beschermingsstatus
Op de Rode Lijst van de IUCN heeft de soort de status niet bedreigd.

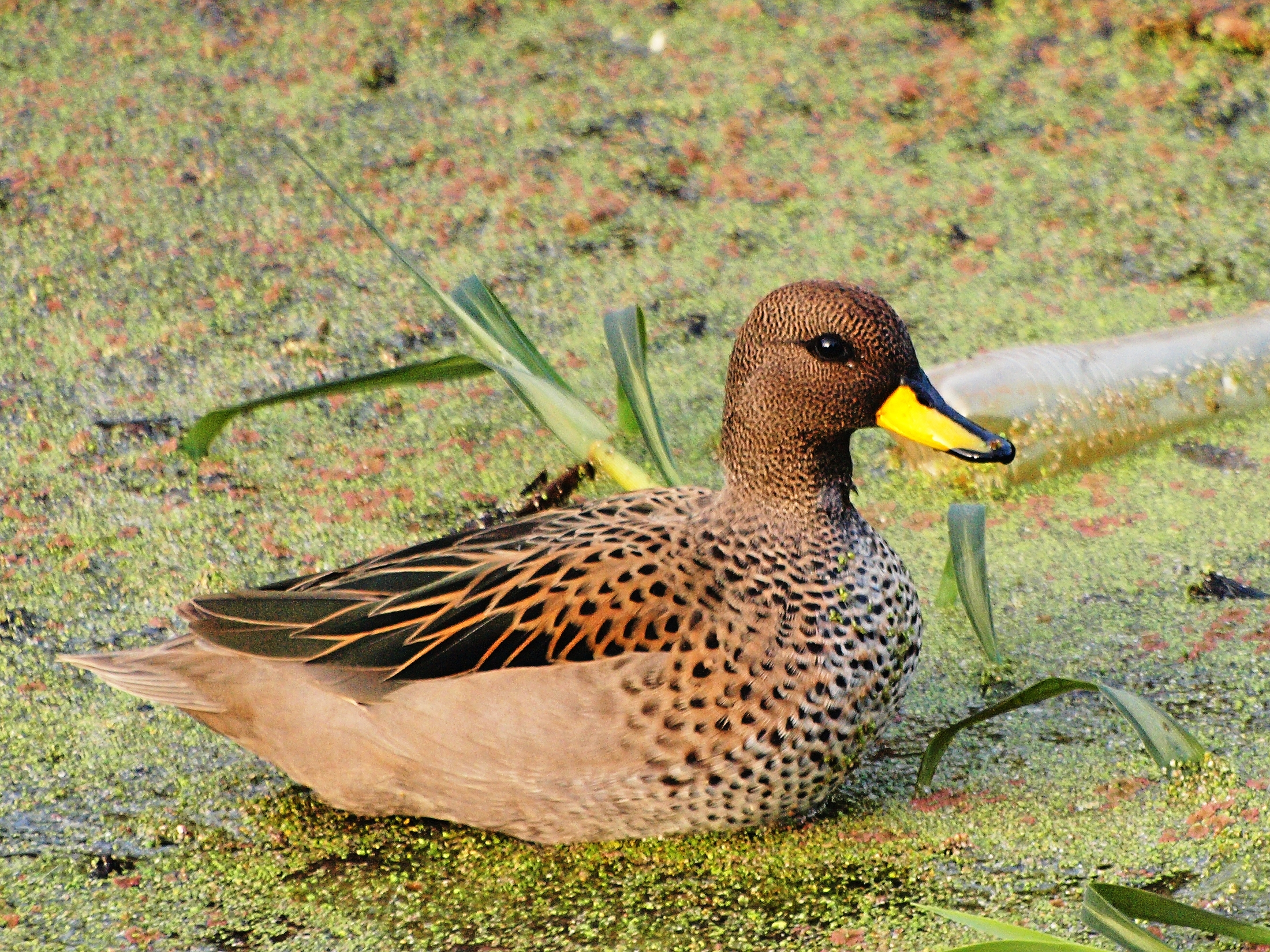